# Tête-bêche

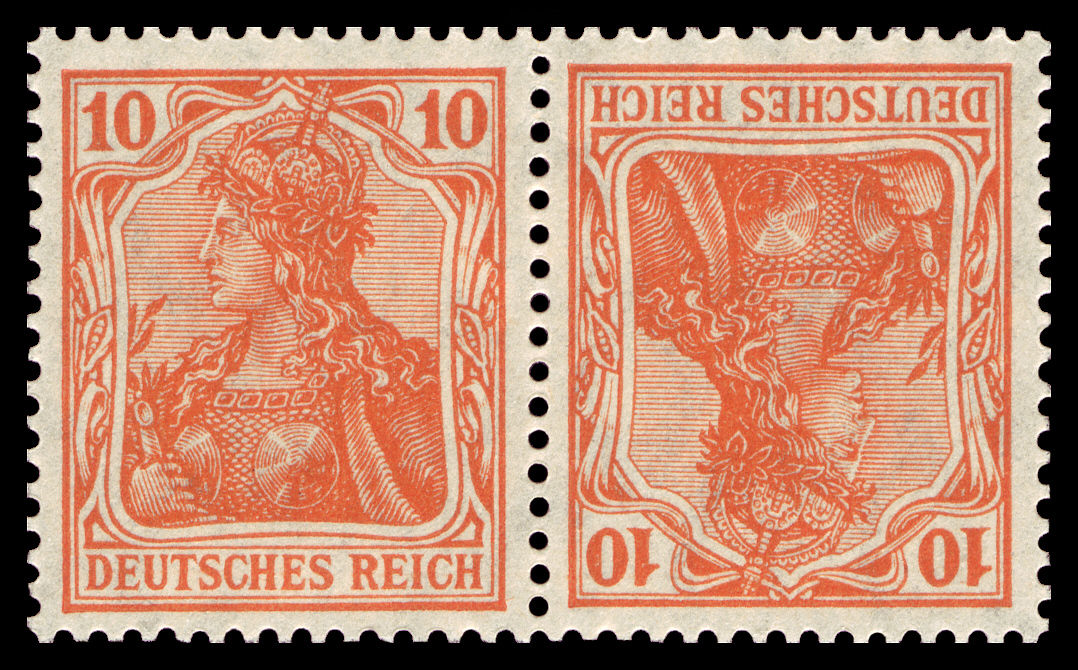
Páry Tête-bêche německých známek s motive Germánie

Ve filatelii je tête-bêche (ve významu hlava k hlavě, v češtině se někdy mluví o protisměrném uspořádání či protichůdných dvojicích) spojený pár známek, z nichž jeden je oproti druhému vzhůru nohama. Toto uspořádání může být záměrné i náhodné. Pár tête-bêche může být vertikální nebo horizontální. V případě dvojice trojúhelníkových známek je toto uspořádání nutné.
Při tisku známek na sešitky se známky tisknou zpravidla v násobcích z větší tiskové desky. To může vést ke vzniku párů tête-bêche.
Obvykle se tyto dvojice nedostanou do poštovního systému, protože listy jsou před vazbou do sešitků rozřezány na jednotlivé stránky.

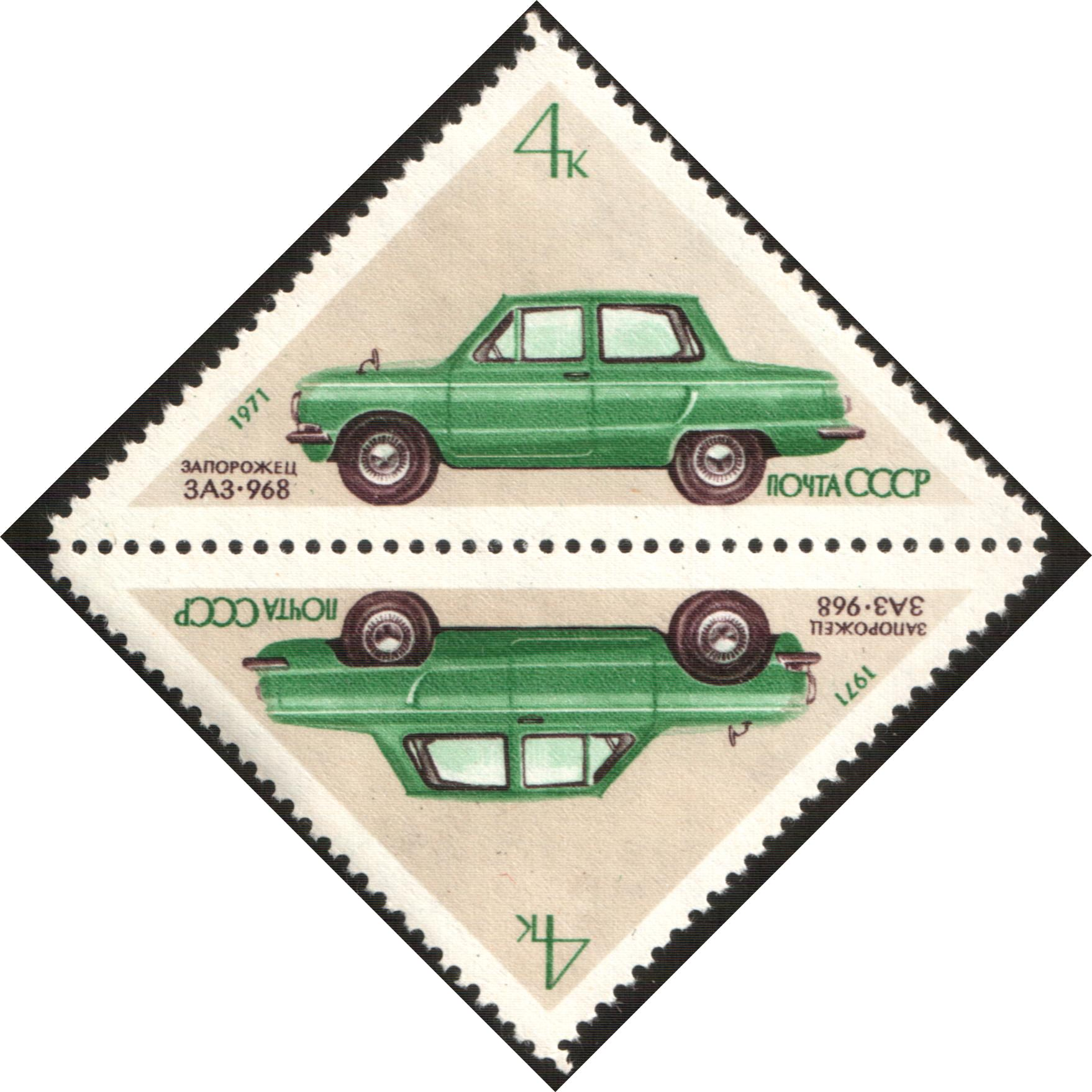
Opačně orientované trojúhelníkové známky
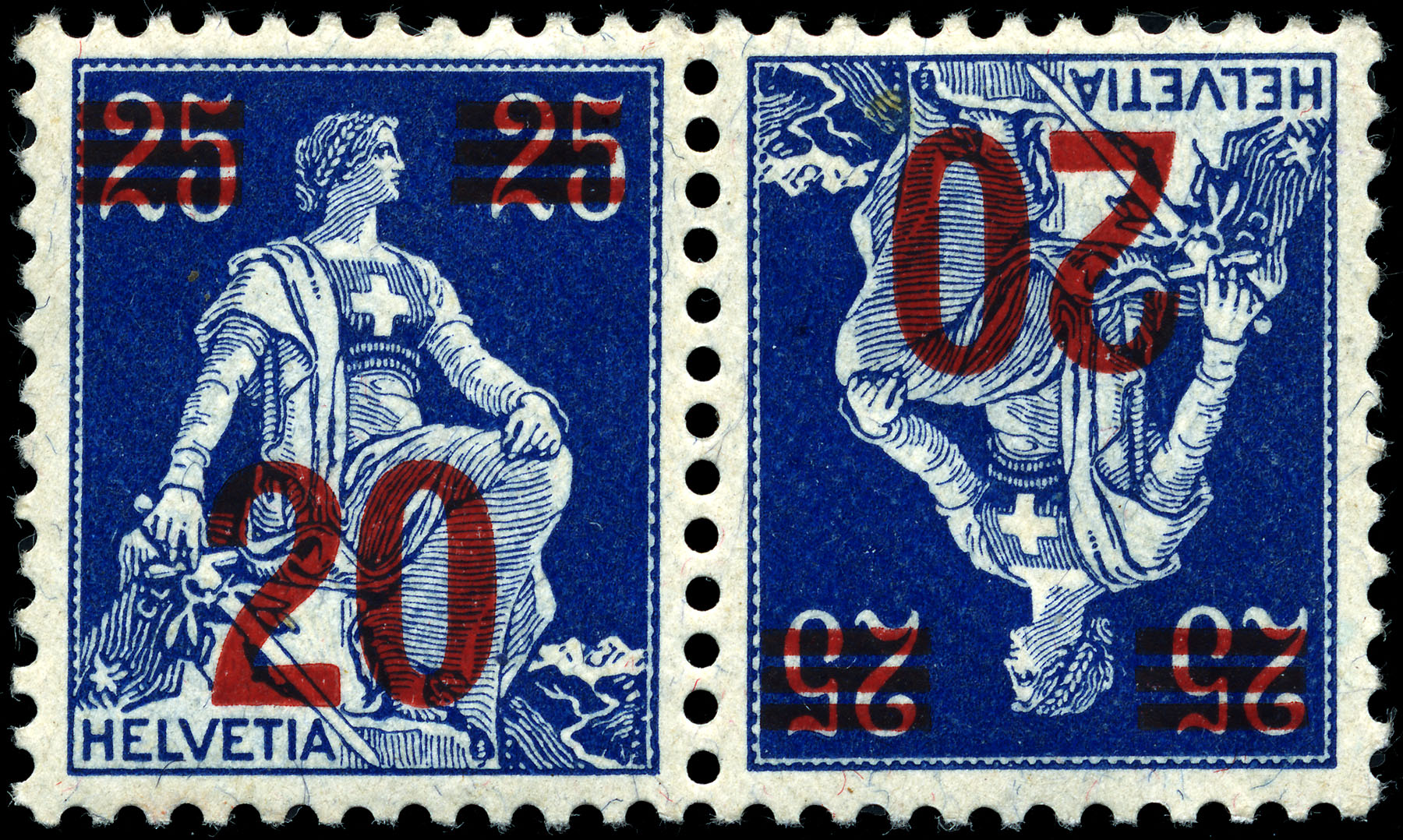
Uspořádání Tête-bêche vyžadovalo, aby byly přetisky orientovány stejně.

## Československé známky
Toto uspořádání se dle katalogů vyskytuje hlavně u prvorepublikových známek Hradčany, alegorie Osvobozené republiky a holubice.